# 파블레 코스토브
파블레 코스토브(크로아티아어: Pavle Kostov, 1987년 9월 28일~)는 크로아티아의 요트 선수이다.

## 경력
자다르 출신이다.
2008년 중국 베이징에서 2008년 하계 올림픽에서는 페타르 추파치와 함께 49er 클래스 부문에 출전하여 17위를 하였다. 베이징 올림픽 요트 남자부 49er 클래스 결승전 당시 크로아티아팀은 강풍으로 인해 파손된 덴마크팀에게 자신들의 요트를 빌려줘 덴마크의 우승에 기여를 하였다. 이 공로로 동료인 추파치, 감독인 이반 불라야와 함께 피에르 드 쿠베르탱 메달을 받았다.
2012년 런던에서 열린 2012년 하계 올림픽에서도 추파치와 함께 470급 부문에 출전하여 17위를 했으며 2016년 리우데자네이루에서 열린 2016년 하계 올림픽에서는 15위에 올랐다.